# Милан Поповић (сликар)
Милан Поповић (Сурдулица, 1915. — Београд, 18. април 1969) био је угледни српски сликар и илустратор.

## Биографија
Рођен је у Сурдулици, али је основну школу и гимназију завршио у Београду. Ту је 1931. године уписао код Бете Вукановић припремни течај одељења за чисту уметност. Радио је у Управи за гробља и сахране од 1941, а након пет година се запослио као помоћник Астрономске опсерваторије. Од 1950. до пензионисања 1957. године радио је као цртач и препаратор на Медицинском факултету у Београду.
Умро је 18. априла 1969. године у болници у Београду, на дан отварања своје друге самосталне изложбе.
Његов син је илустратор, стрипар и сликар Асканио Поповић (р. 1949).